# 勁爆熱舞

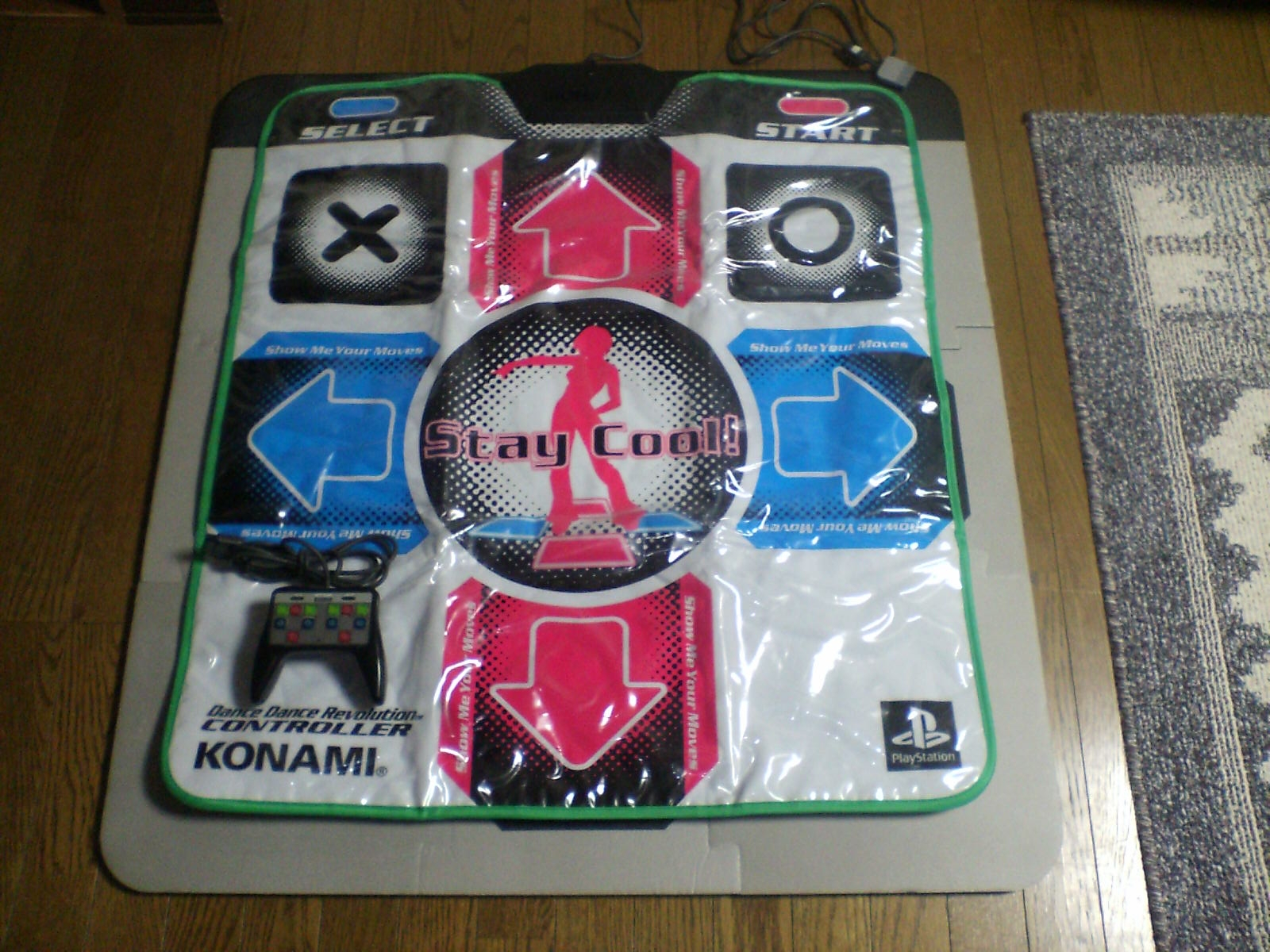
《勁爆熱舞》家用机版專用的控制器（踏板）

《勁爆熱舞》（歐洲及澳洲區域前稱「Dancing Stage」）為日本遊戲公司科乐美於1998年末所推出的大型電玩音樂遊戲第三系列作。遊戲採用由四個箭頭組成的的跳舞毯或踏板，玩家根據螢幕上的指示踩下相應的箭頭；家用版可以控制器代替。目前最新作為《勁爆熱舞World》，在日本的推出日期為2024年6月12日。雖然遊戲由日本開發，但遊戲介面、旁白人聲基本上以英文為主，也收錄不少西洋歌曲，使得勁爆熱舞不僅在亞洲各地流行，更在歐洲、美國、澳洲等地掀起風潮。

## 玩法說明
隨著遊戲中的音樂節奏，當畫面中由下而上流動的箭頭與最上面的固定判定區重疊時，踩下踏板或控制器上相應的箭頭或按鈕。若玩家腳踩踏板不合節拍而導致漏接，能量會遞減，當能源耗盡，遊戲則強制結束；相反，能量持續到歌曲完結為止則視為過關。
箭頭主要分為上、下、左、右四個，還有要求兩個箭頭同時踩的Jump。此外，DDRMAX開始引入的Freeze箭頭為一列條狀箭頭，玩家必須在條狀範圍內踩著箭頭不能鬆開，否則視為漏接。DDRX開始加入Shock Arrow，畫面上的箭頭會有閃電效果，對應方法是必須跳出箭頭區之外，若不小心踩到，則能量下降，而且接下來的一小段箭頭會被隱藏。

### 判定與分數
遊戲中會依據精準度判定玩家所踩的箭頭，由高至低分別為Marvelous、Perfect、Great、Good、Miss；分數以Marvelous最高，依次遞減，Miss不得分。維持Marvelous、Perfect和Great判定可以增加能量、提高分數並在螢幕顯示連擊數。從DDRX開始，若玩家全接所有箭頭，則會在螢幕中央以閃電效果閃出Full Combo（所有箭頭都是Marvelous、Perfect、Great或Good判定）、Perfect Full Combo（所有箭頭都是Marvelous或Perfect）、Marvelous Full Combo（所有箭頭都是Marvelous）。
歌曲結束後會出現成績發表畫面，顯示玩家所得的箭頭判定總數，並以英文字母AAA、AA、A、B、C、D、E等級評斷玩家表現，等級評斷以分數為基礎，其中E為過關失敗。

### 難易度
遊戲曲目的難易度大致上分為5個難度種類，名稱依版本的不同有所改變（詳見下表），並仔細分為1-19足等級（DDRX之前為1-10足）。足的數量越高，難度越高。
| 年份      | 版本              | 難度          | 難度       | 難度           | 難度              | 難度               |
| --------- | ----------------- | ------------- | ---------- | -------------- | ----------------- | ------------------ |
| 1998-1999 | 1st 至 3rd Mix    | N/A           | Basic      | Another        | Maniac/SSR        | N/A                |
| 2000-2001 | 4th Mix & 5th Mix | N/A           | Basic      | Trick          | S-Maniac/D-Maniac | Maniac             |
| 2001      | DDRMAX            | N/A           | Light （） | Standard （）  | Heavy （）        | N/A                |
| 2002      | DDRMAX2           | Beginner      | Light （） | Standard （）  | Heavy （）        | Oni （）           |
| 2002      | EXTREME           | Beginner （） | Light （） | Standard （）  | Heavy （）        | Oni/Challenge （） |
| 2006至今  | SuperNOVA開始     | Beginner （） | Basic （楽） | Difficult （踊） | Expert （激）       | Challenge （）     |

另外在選曲畫面也會顯示BPM（音樂速度）和Groove Radar供玩家作參考。Groove Radar是一個以五個維度衡量譜面難度的圖表，其中包括Voltage（譜面箭頭最密集程度）、Stream（譜面中的整體箭頭密集度）、Chaos（譜面混亂程度，包括不規則的配置、譜面中途停止或變速等）、Freeze（譜面中的Freeze Arrow數量）、Air（譜面中Jump的數量）。整體而言，Groove Radar範圍越大，難度越高。

### 選項
在一般模式下，在選定曲目後持續按住確定鍵可進入選項，其中有各種變化配置給予玩家選擇；最常見的選項包括Speed（譜面流動速度）、Arrow（箭頭樣式）等。Filter自從DDRX開始加入後也是一個熱門選項，玩家可以由此調整遊戲背景的明暗度，以便看清箭頭。

## 系列作
街機版
主线系列作品：
- Dance Dance Revolution
- Dance Dance Revolution 2nd mix
- Dance Dance Revolution 3rd mix
- Dance Dance Revolution 4th mix
- Dance Dance Revolution 5th mix
- DDRMAX - Dance Dance Revolution 6th mix
- DDRMAX2 - Dance Dance Revolution 7th mix
- Dance Dance Revolution EXTREME
- Dance Dance Revolution SuperNOVA
  - 本作开始日本及亚洲版支持e-AMUSEMENT网络功能
- Dance Dance Revolution SuperNOVA 2
- Dance Dance Revolution X
  - 推出高清液晶宽屏幕的新型框体
- Dance Dance Revolution X2
- Dance Dance Revolution X3 vs. 2nd mix
- Dance Dance Revolution （新）
  - 再次翻新的白色外壳新框体
- Dance Dance Revolution A
- Dance Dance Revolution A2O(エース・ツーオー)
  - 推出金色框体DanceDanceRevolution 20th anniversary model，采用历代最大的55英寸屏幕
- Dance Dance Revolution A3
- Dance Dance Revolution World

家用版
PlayStation系列作：
- Dance Dance Revolution
  - 於1999年4月10日在日本發售。
- Dance Dance Revolution 2ndReMIX
  - 於1999年8月26日在日本發售。
- Dance Dance Revolution 3rdMIX
  - 於2000年6月1日在日本發售。
- Dance Dance Revolution Disney's Rave
  - 於2000年11月30日在日本發售。
- Dance Dance Revolution Best Hits
  - 於2000年12月21日在日本發售。
- Dance Dance Revolution 4thMIX
  - 於2001年3月15日在日本發售。
  - DJ多了迴音效果。
  - 收錄曲依玩家選擇的舞者不同，而有不同的「曲組」。
  - 擺脫系列作的「光碟片選曲」傳統，改以「曲目橫幅插卡」取代。
  - 選曲畫面中，歌曲主背景預覽窗格中央下方，會顯示歌曲的三種難度。按確認之後，會出現難度選擇畫面，決定難度之後，歌曲才會開始。
  - 延續前作的「果凍能量表」，但簡化了外框。
- Dance Dance Revolution EXTRA MIX
  - 於2001年6月7日在日本發售。
  - 與四代類似，但DJ是女聲。
- Dance Dance Revolution 5thMIX
  - 於2001年9月20日在日本發售。

PlayStation 2系列作：
- DDRMAX ~Dance Dance Revolution 6thMIX~
  - 於2002年5月26日在日本發售。
- DDRMAX2 ~Dance Dance Revolution 7thMIX~
  - 於2003年4月24日在日本發售。
- Dance Dance Revolution EXTREME
  - 於2003年10月9日在日本發售。
- Dance Dance Revolution Party Collection
  - 於2003年12月11日在日本發售。
- DDR Festival
  - 於2004年11月18日在日本發售。
- Dance Dance Revolution Strike
  - 於2006年2月16日在日本發售。
- Dance Dance Revolution SuperNOVA
  - 於2007年1月25日在日本發售。
- Dance Dance Revolution SuperNOVA 2
  - 於2008年2月27日在日本發售。
- Dance Dance Revolution X
  - 於2009年1月29日在日本發售。

PlayStation 3系列作：
- Dance Dance Revolution
  - 於2010年11月16日在北美發售。
    - 於2011年3月18日在歐洲發售。

  - 是PS3平台上，首款DDR作品。
  - 標題很簡潔有力，就是「DDR」的全名。為了方便與其他系列作分辨，通常會在遊戲名稱後面加上2010。
  - 運用PS3強大的主機性能，本作幾乎是DDR的超進化版，所有元素皆是全新的。
    - 與PS2平台上所有系列作最大的差別，就是取消了舞者，改以動畫背景取代。雖然Extreme的街機版也是採用動畫背景，但本作運用了PS3藍光的特點，以HD畫質呈現每首歌的動畫背景。

Xbox系列作：
- Dance Dance Revolution Ultramix
- Dance Dance Revolution Ultramix 2
- Dance Dance Revolution Ultramix 3
- Dance Dance Revolution Ultramix 4

Xbox 360系列作：
- Dance Dance Revolution Universe
- Dance Dance Revolution Universe 2
- Dance Dance Revolution Universe 3

GameCube系列作：
- Dance Dance Revolution with Mario
  - 於2005年7月14日在日本發售。
  - 本作是結合DDR與超級瑪利歐系列闖關的玩法。
  - 大部分收錄曲以歷代瑪利歐遊戲音樂為主。
  - 本作還有瑪利歐的小遊戲，在DDR系列作中非常罕見。

Wii系列作：
- Dance Dance Revolution Hottest Party
  - 於2007年10月25日在日本發售。
- Dance Dance Revolution Furu Furu Party / Dance Dance Revolution Hottest Party 2
  - 於2008年12月18日在日本發售日版：完全派對。
  - 於2008年9月16日在北美發售美版：最熱派對2。
  - 新增幾位舞者(NAOKI、jun、U2等)與舞台。
  - 本作開始，玩家可用自創的Mii作為舞者，讓玩家更有參與感。
- Dance Dance Revolution Music Fit (音樂塑身)
  - 於2010年1月28日在日本發售。
  - 本作很多新曲曾在GF & DM V5及V7的收錄曲中，像是V5的Bluebird和V7的Stairway Generation，曾經玩過V5和V7的玩家，對這些歌曲一定不陌生。

## 影響力

### 相似遊戲
- In the Groove
- Pump_It_Up
- 週五放克夜